# تهوع حاملگی
تهوع بارداری (به انگلیسی: Pregnancy Nausea) یکی از نشانه‌های بارداری است که شامل تهوع و استفراغ است. این وضعیت در سه ماه اول بارداری دیده می‌شود.
اکثر مادران باردار یک تهوع نسبی در طول روز یا یک یا دوبار استفراغ را در طول روز تجربه می‌کنند اما گاهی شدت استفراغ به حدی خواهد بود یه مادر دچار کاهش وزن و کم‌آبی می‌شود.

## عوامل
- افزایش هورمون استروژن
- افزایش هورمون پروژسترون
- افزایش هاش سی جی[۲]